# Haminoeoidea
Haminoeoidea is een superfamilie van weekdieren uit de klasse van de Gastropoda (slakken).

## Familie
- Haminoeidae Pilsbry, 1895